# بويطيخ خياري
بويطيخ خياري (الاسم العلمي: Melothria cucumis) هو نوع من النباتات يتبع جنس البويطيخ من الفصيلة القرعية.